# 加藤大基
加藤 大基（かとう だいき、1971年 - ）は、日本の放射線科医（専門は放射線治療全般）、元肺がん患者。

## 人物
1971年愛知県名古屋市生まれ、神奈川県横浜市出身。1990年に神奈川県立光陵高等学校を卒業。高校卒業後、東京大学教養学部理科二類に進学。前期の入試で他大学の医学部に不合格となり、後期で東京大学に合格し進学した。しかし医師の夢を諦めきれず、理科三類に入り直す。
1999年に東京大学医学部を卒業し、東京大学医学部附属病院放射線科に入局。東京大学医学部附属病院、公立昭和病院、関東労災病院などで研修を行った後、2001年からレジデントとして癌研究会附属病院放射線科、2002年から国立国際医療センター放射線科で勤務。2003年から東京大学医学部附属病院放射線科。
放射線科は慢性的な人手不足で、土日、昼夜を問わず病院に呼び出される生活が続いたため欝傾向となり、2005年から東京大学付属病院を退職。老後に歴史の研究をするために、古文書読解の訓練などをして過ごす。
2007年から東京大学病院放射線科の上司だった中川恵一に誘われ東京大学大学院人文社会系研究科グローバルCOEプログラム「死生観の展開と組織化」研究拠点形成特任研究員として死生観の研究を行っている。
2009年から第一線に復帰し帝京大学医学部附属病院放射線科で放射線治療を行う。
非喫煙者だが、2006年4月、34歳で肺癌を患い、東京大学附属病院で手術を受ける。2011年治癒の目安とされる術後5年を無再発のまま経過。

## 著書

### 単著
- 『通院ついでの歴史散歩』ロハス・メディア、2010年、ISBN 9784990346164
- 『あなたはがんを知っていますか？　-患者の立場になってみて、初めて見えたがんのこと』秀和システム、2012年、ISBN 9784798033228

### 共著
- （中川恵一）『東大のがん治療医が癌になって』ロハス・メディア、2007年、ISBN 9784990346119